# Бела (община Айдовшчина)
Вижте пояснителната страница за други значения на Бела.
Бела (на словенски: Bela) е село в Словения, регион Горишка, община Айдовшчина. Според Националната статистическа служба на Република Словения през 2015 г. селото има 36 жители.